# ドラゴンハート 新たなる旅立ち
『ドラゴンハート 新たなる旅立ち』（ドラゴンハート あらたなるたびだち、Dragonheart: A New Beginning）は、2000年製作のアメリカ製ビデオ映画。84分。1996年製作のアメリカ映画『ドラゴンハート』の続編。

## 概要
『ドラゴンハート』から四年を隔てて制作された続編。ストーリーは前作から数十年の時を経ており、前作の登場人物であるボーエン、ギルバートなどは回想や台詞の中に登場するのみである。スタッフ・キャストも前作と共通する者は少なく、引き続いて参加している主なメンバーは製作のラファエラ・デ・ラウレンティスのみである。

## あらすじ
修道院で厠番をする見習いの青年ジョフは、いつか騎士になることを夢見て日々の生活を送っていた。ある日ジョフは、友人のマンセルからこっそり盗んだ鍵で、入ることを禁じられていた扉をくぐる。ジョフがその奥で出会ったのは、遠い昔に死んだ最後のドラゴンとされるドレイコが遺した、ドレイクという名の若いドラゴンだった。
一方、巷では「彗星が夜空を横切るとき、ドラゴンの心臓が人類の運命を変える」という予言がまことしやかに流れ、予告されたその日を目前にし、様々な思惑が動き出していた。

## キャスト
※括弧内は日本語吹き替え
- ドレイク （声） - ロビー・ベンソン（藤原啓治）
- ジョフ - クリス・マスターソン（石田彰）
- オズリック/グリフィン （声） - ハリー・ヴァン・ゴーカム（堀内賢雄）
- リアン - ローナ・フィゲロア（阿部桐子）
- マンセル - マット・ヒッキー（檜山修之）
- クワン - ヘンリー・O（佐々木梅治）

## スタッフ
- 監督：ダグ・レフラー
- 製作：ラファエラ・デ・ラウレンティス
- 製作総指揮：ヘスター・ハーゲット
- 脚本：シャリ・グッドハーツ
- 美術：ジョルジオ・ポストグリネオ
- 音楽：マーク・マッケンジー
- テーマ音楽：ランディ・エデルマン